# Mniszek (Karsin)
Mniszek (dodatkowa nazwa w j. kaszub. Mniszk) – osada  wsi Karsin w Polsce, położona w województwie pomorskim, w powiecie kościerskim, w gminie Karsin, nad rzeką Niechwaszcz, na obszarze leśnym Borów Tucholskich..
W latach 1975–1998 Mniszek należał administracyjnie do województwa gdańskiego.